# Thomas Sebeok
Thomas Albert Sebeok (nacido Sebők, húngaro: [ˈʃɛbøːk], en Budapest, Hungría, el 9 de noviembre de 1920 y fallecido en Bloomington, Indiana, el 21 de diciembre de 2001) fue un lingüista estadounidense conocido por sus aportaciones a la semiótica.

## Biografía
En 1941, Sebeok obtuvo el grado en la Universidad de Chicago. Ganó el grado de maestro en La Universidad de Chicago en 1943 y, en 1945, un doctorado en Universidad de Princeton. En 1943, llegó a la Universidad de Indiana en Bloomington, para asistir al Amerindianista Carl Voegelin en la tarea de gestar el ejército más grande del país. Especializó Entrenar Programa en lenguas extranjeras. En 1944, Sebeok se convirtió en ciudadano estadounidense.
Entonces crea el departamento de la universidad de Uralic y Estudios Altaicos, cubriendo las lenguas de Europa Oriental, Rusia y Asia. Sea también la silla del centro de Búsqueda de la Universidad para Lengua y Estudios Semióticos, retirándose en 1991.

## Trayectoria
Sebeok, profesor emérito por la Universidad de Indiana, influyó en el estudio de la semiótica y se especializó en los signos en general y en los sistemas de comunicación. Acuñó el término Zoosemiótica, polemizó sobre multitud de temas de la llamada Filosofía de la mente y se unió a los fundadores de la biosemiótica. Como lingüista, publicó decenas de artículos y analizó aspectos de la lengua mari (refiriendo a ella por el nombre "Cheremis"). Su trabajo interdisciplinar y sus colaboraciones profesionales abarcaron los campos de la antropología, la biología, los estudios de folclore, la lingüística, la psicología y la semiótica. Es particularmente recordado por su capacidad de amistar especialistas de campos colindantes a la hora de generar perspectivas que abrieron nuevos caminos sobre, por ejemplo, el estudio del mito o la psicolinguística.
Afincado en su campo de competencia, Sebeok rehusó participar en los experimentos sobre las supuestas capacidades lingüísticas de los simios, como aquellos descritos por David Premack, prefiriendo suponer la existencia de un más profundo, universal y significativo substrato subyacente: la "función semiótica".
Sebeok fue editor en jefe de la revista Semiótica, la principal publicación en dicho campo, desde 1969 hasta su muerte, en 2001. También fue editor de varias series de libro y enciclopedias que rompen camino, incluyendo Aproximaciones a la Semiótica (encima 100 volúmenes), Tendencias actuales en lingüísticas, y el Diccionario enciclopédico de semiótica.
Su biblioteca personal sobre semiótica, formada por más de 4.000 libros y 700 revistas, se conserva en el Departamento de Semiótica de la Universidad de Tartu, en Estonia.

## Premio Sebeok
El premio Sebeok es la más alta distinción otorgada por la Sociedad Semiótica de América. La lista completa de premiados es:
1. David Savan (1992)
2. John Deely (1993)
3. Paul Bouissac (1996)
4. Jesper Hoffmeyer (2000)
5. Kalevi Kull (2003)
6. Floyd Merrell (2005)
7. Susan Petrilli (2008)
8. Irmengard Rauch (2011)
9. Paul Cobley (2014)